# Lexa Doig
Alexandra Lecciones Doig est une actrice canadienne née le 8 juin 1973 à Toronto. Elle est connue pour avoir joué le rôle de Rommie dans la série télévisée de science-fiction Andromeda.

## Biographie
Le physique de Doig lui vient de ses origines - irlandaise et écossaise du côté de son père, philippine de celui de sa mère. Elle est née et a vécu à Toronto, où sa famille s'occupait du théâtre local ; elle devint passionnée par l'art dramatique à neuf ans, après avoir vu une représentation de Porgy and Bess. À seize ans, elle fut repérée par un agent. Elle laissa ensuite tomber les études pendant sa dernière année pour poursuivre une carrière d'actrice. Elle travailla sur des représentations de Roméo et Juliette et Arsenic and Old Lace pendant qu'elle auditionnait pour des rôles au cinéma et à la télévision.
Elle eut un petit rôle dans Invasion planète Terre de Gene Roddenberry.
Son premier rôle important fut dans la série TekWar de William Shatner, dans le rôle du personnage « cowgirl », une spécialiste de la recherche d'informations sur Internet. Doig rappelle le moment où elle a entendu parler de ce rôle : « Je suis partie de l'audition absolument convaincue que je l'avais ratée, et ensuite mon agent m'a appelée pour me dire que j'avais obtenu le rôle. J'ai sauté partout dans la maison et j'ai crié à pleins poumons. J'ai ensuite su que j'avais choisi le bon métier et je ne l'ai jamais regretté. »[réf. nécessaire]
Alexandra joua le rôle de Tina Backus dans la série CI5: The New Professionals en 1998, et devint célèbre avec le rôle du personnage principal de la série Andromeda. Plus récemment, elle a participé à des films à plus gros budget, par exemple le premier rôle féminin de Jason X (2001). Doig a également tourné plusieurs épisodes de la neuvième saison de Stargate SG-1, dans le rôle récurrent du nouveau docteur de l'équipe, Carolyn Lam. Elle a aussi un rôle dans la deuxième saison des 4400, où elle incarne le professeur Wendy Paulson.
Quand elle ne travaille pas, Doig aime lire, faire du roller et jouer aux jeux vidéo RPG. Son cousin est l'acteur Rey-Phillip Santos. Le 2 août 2003, elle épousa son collègue Michael Shanks. Ils eurent une fille, Mia Tabitha, le 13 septembre 2004. Elle fut suivie en mars 2006 par un autre enfant, cette fois un garçon baptisé Samuel David. La famille passe son temps entre Toronto et Vancouver, le centre de l'industrie cinématographique canadienne, avec le projet de déménager à Los Angeles dans un avenir proche. En 2010, elle joue aux côtés de Ian Somerhalder dans le film Fireball.

## Filmographie

### Cinéma

#### Court métrage
- 2008 : The Green Film : The Star

#### Long métrage
- 1995 : Jungleground de Don Allan : Spider
- 1999 : Teen Sorcery (vidéo) de Victoria Muspratt : Mercedes
- 2000 : Manigances (No Alibi) de Bruce Pittman : Camille
- 2001 : Jason X de James Isaac : Rowan
- 2011 : Tactical Force d'Adamo P. Cultraro : Jannard

### Télévision

#### Téléfilms
- 1994 : TekWar: TekLords : Cowgirl
- 1994 : TekWar de William Shatner : Cowgirl
- 1997 : Dors ma jolie (While My Pretty One Sleeps) de Jorge Montesi : Tse Tse
- 2000 : Code Name Phoenix : Conchita Flores
- 2000 : The Tracker de Jeff Schechter (en) : Kim Chang
- 2007 : Second Sight : Jenny Morris
- 2008 : Ba'al : La Tempête de dieu (Ba'al) de Paul Ziller : docteur Marta Pena
- 2010 : Fireball de Kristoffer Tabori (sous le nom de K.T. Donaldson) : Ava Williams
- 2015 : Aurora Teagarden: Un crime en héritage de Martin Wood : Sally Allison
- 2015 : Real Murders: An Aurora Teagarden Mystery de Martin Wood  : Sally Allison

#### Séries télévisées
- 1993 : The Hidden Room (saison 2, épisode 20 : Marion & Jean) : deuxième fille
- 1994 - 1996 : TekWar : Cowgirl
  - (saison 1, épisode 02 : Soldat inconnu)
  - (saison 1, épisode 04 : Révolution anti Tek)
  - (saison 1, épisode 12 : Chasse sur Internet)
  - (saison 1, épisode 16 : Dans la peau d'un autre)
  - (saison 1, épisode 18 : Trahison)
- 1996 : Flash Gordon : Dale Arden (voix)
- 1996 : FX, effets spéciaux (F/X:The Series) (saison 1, épisode 09 : French Kiss) : reporter
- 1996 : Taking the Falls (saison 1, épisode 12 : From Russia with Love) : Netta
- 1996 : Ready or Not (saison 4, épisode 04 : Glamour Girl) : réceptionniste
- 1998 : Les Nouveaux Professionnels (CI5: The New Professionals) (13 épisodes) : Tina Backus
- 1999 - 2000 : Haute Finance : M.J. Sullivan
  - (saison 5, épisode 01)
  - (saison 5, épisode 07 : Scents and Sensibilities)
  - (saison 5, épisode 09 : The Running of the Bulls)
  - (saison 5, épisode 12 : The One You Bury)
  - (saison 5, épisode 13 : Nice Guys Finish Last)
- 2000 : Invasion planète Terre (Earth: Final Conflict) (saison 3, épisode 21 : Le Message de Ma'el) : Joan Price
- 2000 - 2005 : Andromeda (109 épisodes) : Rommie
- 2002 : The Chris Isaak Show (saison 2, épisode 13 : Home of the Brave) : inspecteur Lucy Ramirez
- 2004 : Human Cargo (mini-série) : Rachel Sanders
- 2005 : Les 4400 (The 4400) : Wendy Paulson
  - (saison 2, épisode 03 : Les Voix de Gary)
  - (saison 2, épisode 04 : Le Poids du monde)
  - (saison 2, épisode 06 : Face au destin)
  - (saison 2, épisode 10 : Fausse piste)
- 2005 : Killer Instinct (saison 1, épisode 08 : L'Étrangleur) : docteur à l'hôpital
- 2005 - 2007 : Stargate SG-1 (11 épisodes) : Dr Carolyn Lam
- 2007 - 2008 : Eureka : Dr Anne Young
  - (saison 2, épisode 11 : Attirances incontrôlables)
  - (saison 3, épisode 03 : Chiens robots)
- 2009 : V : (6 épisodes) : Dr Leah Pearlman
- 2009 : Supernatural (saison 5, épisode 04 : Apocalypse 2014) : Risa
- 2010 - 2011 : Smallville : Dr Christina Lamell
  - (saison 10, épisode 06 : Les Récoltes du mal)
  - (saison 10, épisode 16 : Le Clone) (scènes coupées)
- 2011 : Health Nutz (saison 1, épisode 06 : Good News, Bad News) : Ivonka
- 2012 - 2014 : Continuum (34 épisodes) : Sonya Valentine
- 2012 - 2014 : Arctic Air (14 épisodes) : Petra Hossa
- 2013 : Les Portes du temps : Un nouveau monde (Primeval: New World) : Dr Fridkin
  - (saison 1, épisode 12 : Course contre la montre ? (1/2))
  - (saison 1, épisode 13 : Course contre la montre ? (2/2))
- 2014 : Saving Hope (3 épisodes) : Dr Selena Quintos
  - (saison 3, 3 épisodes)
- 2015- 2022 : Aurora Teagarden Mysteries (7 épisodes) : Sally Allison
- 2017- 2018 : The Arrangement (20 épisodes) : Deann Anderson
- 2017 - 2020 : Arrow (8 épisodes) : Talia al Ghul
- 2019 : Unspeakable (2 épisodes) : Marlys Edwardh
- 2019 - 2023 : Virgin River (15 épisodes) : Paige Lassiter/ Michele
- 2021 : Chucky (6 épisodes) : Bree Wheeler
- 2023 : The Power (1 épisode) : Dr. Natasha Bulan
- 2023 : Chair de Poule (5 épisodes) : Sarah